# Михайлюк Іван Андрійович (політик)
Іван Михайлюк (1861, село Ганнопіль, Потіївська волость, Радомисльський повіт, Київська губернія — не раніше 1913) — український державний діяч, член II Державної думи від Київської губернії. 

## Життєпис
Уродженець села Ганнопіль Потіївської волості Радомисльського повіту Київської губернії. 
Початкову освіту здобув удома. Грамотний. Землевласник (138 десятин). 
7 лютого 1907 обраний членом II Державної думи від загального складу виборців Київських губернських виборчих зборів. Входив до групи безпартійних. Виступав з аграрного питання. 
На 1913 рік мав 124 десятини землі. Подальша доля невідома. 